# Бокх II
Бокх II (лат. Bocchus II; умер в 33 до н. э.) — царь Мавретании, правивший приблизительно с 49 по 33 год до н. э.
Сын мавретанского царя Бокха I. В 49 году до нашей эры, будучи противником партии Гнея Помпея, получил титул царя от Гая Юлия Цезаря .
В 46 году до н. э. Бокх II во время африканской войны заставил царя Нумидии и Гетулии Юбу I отпасть от Квинта Цецилия Метелла Пия Сципиона Назики и за это получил от Юлия Цезаря часть принадлежавшей Массиниссе, союзнику Юбы, страны, которую, однако, вскоре захватил сын Массиниссы, Арабион.
В ходе Перузинской войны пытался овладеть Испанией В борьбе между Марком Антонием и Октавианом Августом Бокх стал на сторону последнего и низложил с престола своего брата, приверженца Антония. 
Бокх II умер в 33 году до нашей эры. После смерти Бокха II Мавретания была превращена в римскую провинцию.